# Pere de Gualbes i de Terrades
Pere de Gualbes i de Terrades (m. ca. 1346) va ser un mercader, draper i ciutadà de Barcelona al segle xiv pertanyent al llinatge dels Gualbes.
Era fill de Joan Ferrer de Gualbes i de la seva esposa Valença de Terrades. Com la resta dels seus germans, es va dedicar als negocis de la draperia: va ser propietari de draperies a Barcelona i potser en altres indrets, amb obradors propis que els va autoritzar el rei Pere el Cerimoniós el 1343. A més, va formar una societat comercial amb el seu germà Jaume, que va tenir molt d'èxit, fins al punt que s'ha afirmat que ambdós germans van tenir tanta envergadura com els mercaders i drapers de Flandes i van aconseguir establir i consolidar la fortuna familiar, que van assentar el camí dintre de la política vers a la conselleria i al Consell de Cent. De fet, Pere ja va ser prohom del Consell de Cent el 1313, el 1333 i el 1340. Es va casar dues vegades: primer amb Antònia, de qui va sumar una considerable fortuna a la que ja tenia, i el segon amb Constança, amb qui va tenir el primogènit, Pere, que va esdevenir l'hereu universal, i els altres germans: Ramon, Guillem, Bertran, Constança, Maria, Isabel i Violant. En el cas de les filles, totes elles van ingressar en bones famílies de l'oligarquia barcelonina. El testament de Pere data del 5 de setembre de 1346.